# Доменіко Пачіні
Доменіко Леоне Пачіні (Марино, 20 лютого 1878 — Рим, 23 травня 1934) — італійський фізик і метеоролог, піонер у вивченні космічних променів. Вимірюючи радіацію в підводних експериментах, він визначив, що радіація збільшується з глибиною, і зробив з цього висновок про її позаземне походження. За це Пачіні вважається співвідкривачем космічних променів на рівні з Віктором Гессом (нагородженим за це Нобелівською премією).

## Біографія
Народився 20 лютого 1878 року в Марино в родині Філіппо Пачіні та Джованни Мечері. Вивчав фізику в Римському університеті, закінчивши його в 1902 році. 
З 1902 по 1905 рік він був асистентом П'єтро Бласерна і під керівництвом Альфонсо Селла зацікавився явищами електропровідності в газах. У 1906 році він отримав призначення асистентом Центрального офісу метеорології та геодинаміки, яким раніше керував Бласерна, а на той час Луїджі Палаццо. Він залишався на посаді асистента до 1927 року, коли його підвищили до «головного геофізика». Вивчення атмосферних електричних явищ, яким він присвятив себе в цей період, дозволило йому висунути гіпотезу про існування космічних променів. Пачіні також займався вимірюванням кольору атмосфери.
З 1913 року працював викладачем геофізики в Римському університеті. У 1928 році він був призначений професором експериментальної фізики в університеті Барі.
Помер у Римі у віці 56 років від бронхопневмонії. Похований на кладовищі Форме в місті Абруццо, де він жив у молодості і проводив свої перші експерименти на Монте Веліно.

## Відкриття «проникаючої радіації»

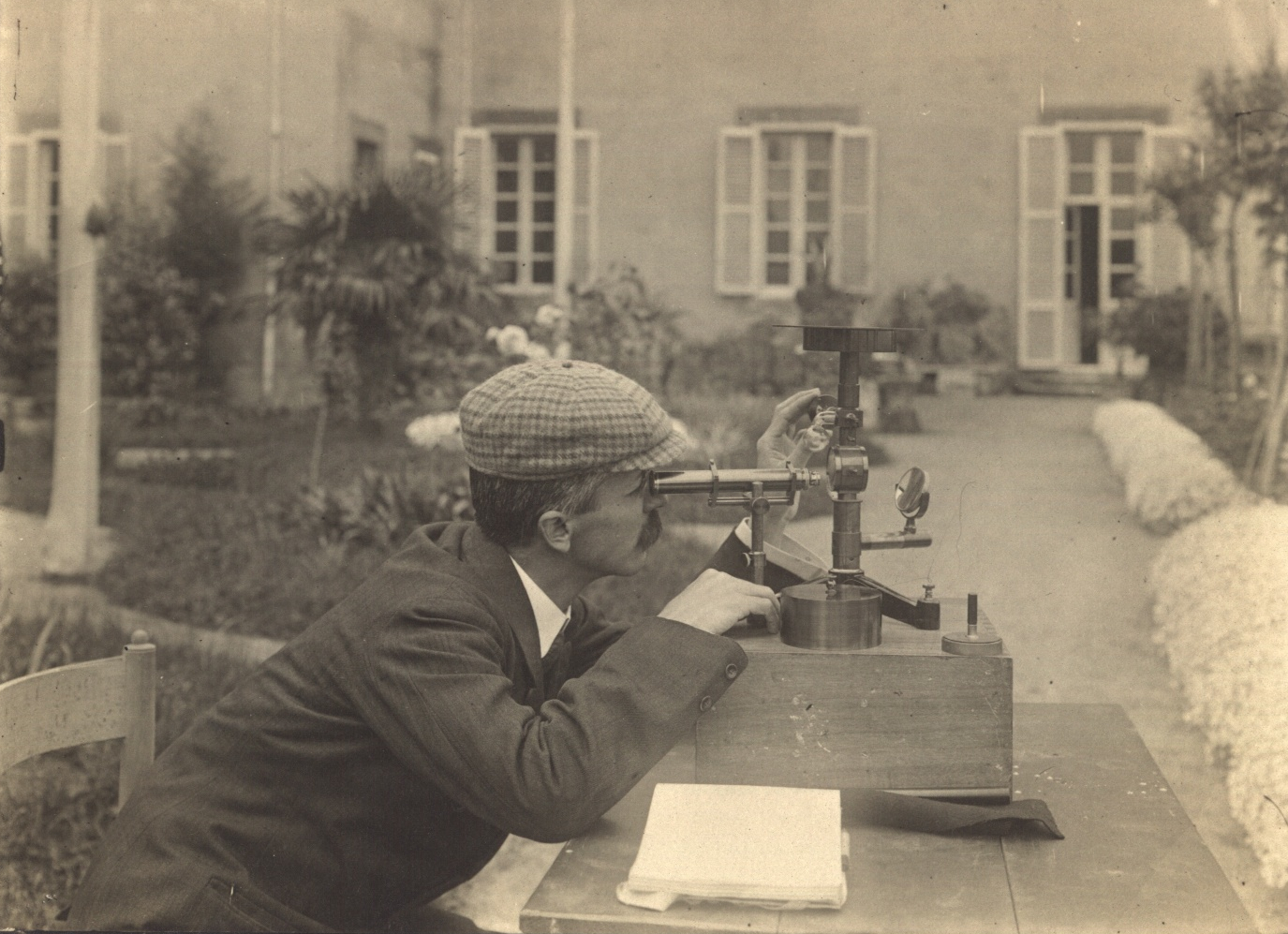
Пачіні робить вимірювання, 1910 рік.

Найважливішою роботою Доменіко Пачіні є дослідження «проникаючої радіації», тобто вивчення релятивістських частинок (перш за все протонів і альфа-частинок), які досягають Землі з космосу і відомі під назвою «космічні промені». апчіні проводив ці дослідження одночасно з австрійським фізиком Віктором Гессом, який у 1936 році (вже після смерті Пачіні) отримав Нобелівську премію з фізики за свої дослідження космічних променів. Пачіні провів свої експерименти між 1907 і 1911 роками і описав їх в мемуарах, опублікованих в Nuovo Cimento в 1912 році, а Гесс провів експерименти між 1910 і 1912 роками і опублікував результати так само в 1912 році. Пачіні вдалося виключити земне походження випромінювання, зафіксувавши зменшення його інтенсивності на глибині в морських водах біля Ліворно та в озері Браччано, а Гессу, - реєструючи збільшення інтенсивності на великій висоті за допомогою повітряної кулі.
Пачіні вимірював інтенсивність радіоації за швидкістю розрядження зарядженого електроскопа, і в червні 1911 року він помітив, що нижче рівня моря радіація менша, ніж на поверхні, і припустив її позаземне походження. Експерименти Пачіні стали першими дослідженнями частинок, проведеними в підземному середовищі, попередниками сучасних експериментів в підземних шахтах.

## Публікації
- Dalla variazione locale della componente orizzontale del campo magnetico terrestre nei dintorni di Sestola (Modena) = Про локальну зміну горизонтальної складової магнітного поля Землі навколо Сестоли (Модена). Roma, G. Bertero, 1909
- Gli elementi della elettricità atmosferica = Елементи атмосферної електрики. Roma, Casa Ed. L'elettricità, 1918 (Tip. Cartiere Centrali)
- Il blu del cielo e la costante d'Avogadro = Синє небо і стала Авогадро. Stabilimento Tipografico Toscano, 1915
- La radiazione penetrante alla superficie ed in seno alle acque = Радіація, що проникає на поверхню та у воду. Pisa, Stabilimento Tipografico Toscano, 1912
- La radiazione penetrante sul mare = Радіація, що проникає в море. Roma, G. Bertero, 1911
- Misure di ionizzazione dell'aria su terraferma ed in mare, nota di D. Pacini = Вимірювання іонізації повітря на суші та на морі, записка Д. Пачіні. Pisa, Tipografia Pieraccini, 1908
- Radiazione penetrante, nota di D. Pacini = Проникаюча радіація, замітка Д. Пачіні. Mondovì, Società Tipografica Monregalese, 1926
- Sulle radiazioni penetranti presenti nell'atmosfera = Про проникаючу радіацію, наявну в атмосфері. Roma, Officina Poligrafica Italiana, 1909
- Sulla perturbazione prodotta da un pallone aerostatico nel campo elettrico terrestre = Про збурення, створене аеростатичною кулею в електричному полі Землі. Roma, Officina Poligrafica Italiana, 1909